# USMLE
United States Medical Licensing Examination（USMLE、ユーエスエムエルイー、米国医師免許試験）は、FSMB（Federation of State Medical Boards：医事審議会連合）とNBME（National Board of Medical Examiners：国立医療試験審議会）によって主催される、アメリカ合衆国の医師免許試験。3ステップで構成される。
一般にアメリカ合衆国内のメディカル・スクールの在学生・卒業生（医学博士, M.D.）は、各州で医師免許取得の際にUSMLEの3段階の試験に合格することが要求される。また、アメリカ合衆国以外における医学校を卒業した学生がアメリカ合衆国各州で医師免許取得し診療を行う場合にも、USMLEの3段階の試験に合格することが必要である。
オステオパシーの在学生・卒業生（D.O.）の場合、USMLEを受験することも可能であるが、ほとんどの場合「Comprehensive Osteopathic Medical Licensing Examination：COMLEX（整体試験）」を受験し、医業の免許を取得していく。

## 方法
随時受験できる。アメリカの臨床研修指定病院に研修希望する際にはここでの成績によってマッチングの選定が左右される。

## 構成
試験方式はMCQ方式のコンピュータによる学科試験（CBT）によって行われる。
STEP1、STEP2（CK・CS）、STEP3の3段階の形式で構成されている。

### STEP1
STEP1は、基礎医学分野からの出題である。
一般的な米国の医学生においては2年次の終わりに受験する場合が多い。
出題科目は以下の通りである。
- 解剖学
- 生理学
- 生化学
- 薬理学
- 病理学
- 行動科学

### STEP2
STEP2は、臨床医学分野からの出題である。
STEP2CK（Clinical Knowledge：臨床知識）と STEP2CS（Clinical Skills：臨床技能）によって構成されている。
一般的な米国の医学生においては4年次に受験する場合が多い。
STEP2 CK（Clinical Knowledge：臨床知識）
出題科目は大まかに以下の通りである。
- 内科学
- 外科学
- 小児科学
- 精神医学
- 産婦人科学
- 公衆衛生
- 家庭医学
- 救急医学等

STEP2 CS（Clinical Skills：臨床技能）
基本的臨床技能に関する実技試験。2004年から導入となった。
COMLEXではLevel 2-PEに相当する試験。
12種類のスタンダードな症例に対し、模擬患者役から、問診、診察、診断等を行っていくというもの。
試験会場は全米でフィラデルフィア、シカゴ、アトランタ、ヒューストン、ロサンゼルスの5都市のみで開催されている。

### STEP3
STEP3は、総合的な医療知識と実践に関する試験である。
一般的にはレジデンシーの初年度に受験する場合が多い。
試験は2日間行われる。